# Pirolgimpel
Der Pirolgimpel (Linurgus olivaceus), auch Pirolfink genannt, ist eine kleine Art aus der Unterfamilie der Stieglitzartigen. Er kommt in vier Unterarten ausschließlich im tropischen Afrika vor. Von der IUCN wird die Art als nicht gefährdet (least concern) eingestuft.

## Erscheinungsbild
Der Pirolgimpel erreicht eine Körperlänge von dreizehn Zentimetern. Ein Geschlechtsdimorphismus ist vorhanden.
Die Männchen der Pirolgimpel haben einen schwarzen Kopf und eine schwarze Kehle. Auch die Schwingen und die Schwanzfedern sind schwarz. Die Schwanzfedern haben olivgrüne Säume. Bei der Nominatform sind auch der Rücken und die kleinen Flügeldecken schwarz. Das Gefieder der Körperoberseite ist ansonsten olivgrün. Die Körperunterseite ist grünlich gelb. Der Farbton variiert je nach Unterart von einem ausgeprägteren Gelbton bis hin zu einer mehr olivgrünen Färbung. Der Schnabel ist auffällig vom Kopfgefieder abgesetzt und ist orangefarben. Die Augen sind dunkelbraun.
Beim Weibchen sind die schwarzen Zeichnungen nicht vorhanden. Körperpartien, die beim Männchen schwarz gefiedert sind, sind beim Weibchen dunkel graugrün. Lediglich die Schwingen und Schwanzfedern sind schwärzlich. Das übrige Gefieder ist olivgrün, allerdings ist der Farbton dunkler als beim Männchen. Dem Schnabel fehlt der kräftige orange Farbton. Beim Weibchen ist er mehr orange-braun.

## Lebensweise und Verbreitung
Der Pirolgimpel hat im tropischen Afrika ein disjunktes Verbreitungsgebiet, das insgesamt 215.000 Quadratkilometer umfasst. Er besiedelt die Insel Bioko, die Hochebenen Kameruns, den Südosten von Nigeria, den Osten Kongos, den Südosten des Sudan, Kenia, Tansania und den Norden von Malawi. Sein Lebensraum sind Höhenlagen. Er kommt überwiegend in einer Höhe von 1000 bis 3500 Metern vor. Sein Lebensraum sind Hänge, die einen Bewuchs an Gräsern, hohen Wildkräutern, Gebüsch und vereinzelten Bäumen aufweisen. Meistens tritt er in kleinen Trupps auf. Er ist häufig auch mit dem Braunbrillenvogel vergesellschaftet.
Das Nest wird niedrig in Gebüsch oder kleinen Bäumen errichtet und befindet sich häufig in einer Höhe von nicht mehr als einem Meter über dem Boden. Es ist napfförmig und besteht aus feinen Gräsern, Fasern, Flechten und Moosen. Das Gelege umfasst zwei bis vier Eier. Die Brutdauer beträgt 14 Tage.

## Weblink
- Linurgus olivaceus in der Roten Liste gefährdeter Arten der IUCN 2013.2. Eingestellt von: BirdLife International, 2012. Abgerufen am 3. Januar 2014.